# UFC 17
UFC 17: Redemption foi um evento de artes marciais mistas promovido pelo Ultimate Fighting Championship, ocorrido em 15 de maio de 1998, no Mobile Civic Center, em Mobile, nos Estados Unidos. O evento foi transmitido ao vivo no pay per view nos Estados Unidos, e depois lançado para home video.

## Background
O evento contou com o Torneio de Médios contando com quatro lutadores, três Superlutas de Pesados, uma luta alternativa em caso de lesão no torneio, e uma luta de "exibição" de Pesados. A luta pelo Cinturão Peso Médio do UFC entre Frank Shamrock e Jeremy Horn também apareceu no pay per view.
UFC 17 foi o último evento do UFC (ao lado do UFC 23), a contar com o estilo de "torneio".
Algumas horas antes do evento, o medalhista de Ouro e comentarista do UFC Jeff Blatnick foi introduzido como comissário da produção em uma reunião com lutadores para discutir as regras das lutas para o evento. Blatnick pediu no encontro que os lutadores se referirem ao esporte, que na época tinha diferentes nomes incluindo o equívoco "No Holds Barred", como Artes Marciais Mistas, com a intenção de melhorar a imagem do esporte. Em seguida, ele repetiu o pedido para a mídia que cobria o evento naquela noite. Essa é geralmente considerada a primeira vez que o termo Artes Marciais Mistas foi usado para se referir ao esporte, e Blatnick é amplamente creditado com a cunhagem do termo em relação a ele.
O UFC 17 contou com a primeira aparição no UFC de Dan Henderson e Carlos Newton, também a primeira luta no MMA de Chuck Liddell.
O título 'Redemption' se refere ao retorno de Mark Coleman após perder o Cinturão Peso Pesado do UFC para Maurice Smith no UFC 14. Coleman era originalmente esperado para enfrentar o então Campeão do Peso Pesado do UFC Randy Couture, que teve que se retirar da luta com uma lesão. O lutador da Lion's Den Pete Williams entrou em seu lugar de última hora para enfrentar Coleman. Semelhante a sua luta com Maurice, Coleman parecia bem no começo da luta, mas quando a luta foi para o tempo extra, Coleman parecia sem energia, respirando pesadamente e deixando sua guarda baixa—virando as costas para Williams ocasionalmente durante a luta. Ele tomou diversos socos de Williams, e foi eventualmente nocauteado com um chute devastador que Williams acertou no rosto. A luta entre Coleman e Couture aconteceu enfim 12 anos depois no UFC 109, com Couture vencendo por finalização.

## Resultados
Nota 1 Pelo Cinturão Meio Pesado do UFC.

Nota 2 Final do Torneio de Médios.

Nota 3 Semifinal do Torneio de Médios.

### Torneio de Peso-Médio
|  | Semifinais     | Semifinais    | Semifinais |               |                | Final         | Final | Final |  |
|  |                |               |            |               |                |               |       |       |  |
|  | Estados Unidos | Dan Henderson | DU         |               |                |               |       |       |  |
|  | Estados Unidos | Dan Henderson | DU         |               |                |               |       |       |  |
|  | Brasil         | Allan Goes    | 15:00      |               |                |               |       |       |  |
|  | Brasil         | Allan Goes    | 15:00      |               | Estados Unidos | Dan Henderson | DD    |       |  |
|  |                |               |            |               | Estados Unidos | Dan Henderson | DD    |       |  |
|  |                |               | Canadá     | Carlos Newton | 15:00          |               |       |       |  |
|  | Canadá         | Carlos Newton | Canadá     | Carlos Newton | 15:00          | FIN           |       |       |  |
|  | Canadá         | Carlos Newton |            |               |                |               |       |       |  |
|  | Estados Unidos | Bob Gilstrap  | 0:52       |               |                |               |       |       |  |

## Ligações Externas
- Resultados do UFC17 no Sherdog.com